# Bothriomyrmex crosi
Bothriomyrmex crosi är en myrart som beskrevs av Santschi 1919. Bothriomyrmex crosi ingår i släktet Bothriomyrmex och familjen myror. Inga underarter finns listade.